# ألفريد دانييل ويليامز كينغ
ألفريد دانييل ويليامز كينغ (بالإنجليزية: A. D. King)‏ (30 يوليو 1930 - 21 يوليو 1969) وزير المعمدانية وناشط الحقوق المدنية وهو الشقيق الأصغر لمارتن لوثر كينغ، زعيم حركة الحقوق المدنية الأمريكية.

## روابط خارجية
- "ألفريد دانييل ويليامز كينغ". فايند أغريف. اطلع عليه بتاريخ 2016-01-05.